# 花岡哲象
花岡 哲象（はなおか てっしょう、1950年 - ）は、日本の日本画家。

## 経歴
長野県岡谷市湊生まれ。長野県諏訪清陵高等学校、東京学芸大学卒業。東京学芸大学大学院美術教育専攻絵画第一講座修了。同美術科教育第一講座修了。
聖徳大学助教授を経て画業（絹本による日本画）に専念。1973年～1985年創画会に所属。

## 主な展覧会
- セントラル美術館日本画大賞展
- 上野の森美術館絵画大賞展
- フランス美術賞展
- スペイン美術賞展
- 長野県展等に出品。
- 個展61回（画廊宮坂、そごう、伊勢丹、松屋銀座、カノラホール、岡谷美術考古館等）
- 岡谷蚕糸博物館企画展『花岡哲象 絹本日本画展』(2025年2月20日～6月15日)

## 作品・著作掲載誌
- 画論　「東洋画の宇宙観(上、下)」(1983・1984聖徳学園短期大学研究紀要)同論は、論説資料保存会「中国関係論説資料」に採録。
- 技法書　「絵絹による線描とぼかし」を「月刊ボザール」(№128、129、132、161)に発表。
- 「月刊美術」(№279、299、304、311、328、352)画論、作品。
- マリア書房　「日本画年鑑」(2003～2014)
- 美術年鑑社　「日本の美術Ⅴ　水墨画」
- 順天出版　「世界芸術家辞典」
- ARTBOX　「現代日本の水墨２」
- 「アーティストが表現する世界遺産」
- 「アーティストが表現する旅２」
- まち絵－る社　「日本画を描く」(全8巻＋別巻)　第1巻「花鳥を描く」に画論及び作品紹介。以後全巻に作品掲載。

## 教室
- 絹本教室　1989年10月～1993年3月東急セミナー(東京渋谷)において「絹本による日本画講座」を担当する。
- 2016年1月23日「冬麗社絹絵研究会」を発足、主宰する。